# Ji-Paraná Futebol Clube
El Ji-Paraná Futebol Clube és un club de futbol brasiler de la ciutat de Ji-Paraná a l'estat de Rondônia.

## Història
El club va ser fundat el 22 d'abril de 1991. El club guanyà 9 campionats estatals des de la seva fundació fins al 2012.

## Palmarès
- Campionat rondoniense:
  - 1991, 1992, 1995, 1996, 1997, 1998, 1999, 2001, 2012
- Taça Rondônia Eucatur de Futebol:
  - 2001

## Estadi
El club disputa els seus partits com a local a l'Estadi Vera Cruz, amb una capacitat màxima per a 3.000 espectadors. També juga a l'Estadi Biancão, amb capacitat per a 5.000 espectadors.